# Jo Schlesser

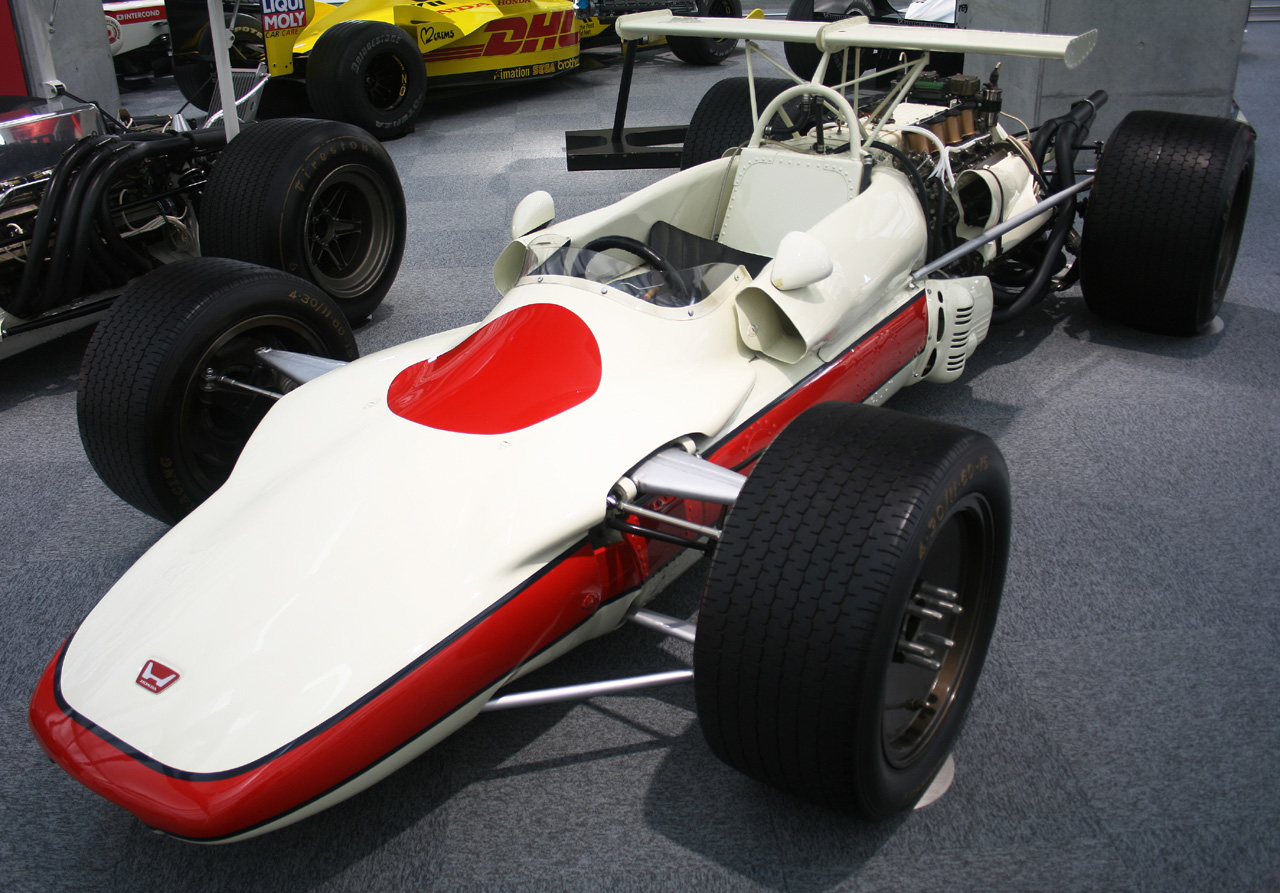
Een Honda RA302, gelijk aan de auto die Jo Schlesser reed toen hij verongelukte tijdens de Grand Prix Formule 1 van Frankrijk 1968

Joseph Schlesser (Liouville, Frankrijk, 18 mei 1928 - Rouen-Les-Essarts, 7 juli 1968) was een autocoureur uit Frankrijk. Hij nam tussen 1966 en 1968 deel aan 3 Grands Prix Formule 1 races voor de teams Matra en Honda, maar scoorde hierin geen punten. Hij stierf bij een crash tijdens de Grand Prix Formule 1 van Frankrijk 1968. 
Schlesser is de oom van eveneens voormalig Formule 1-coureur Jean-Louis Schlesser. 